# Саброза (Вила-Реал)
Сабро́за (порт. Sabrosa, [sɐ'bɾɔzɐ]) — посёлок городского типа в Португалии, центр одноимённого муниципалитета в составе округа Вила-Реал. По старому административному делению входил в провинцию Траз-уж-Монтиш и Алту-Дору. Входит в экономико-статистический субрегион Дору, который входит в Северный регион. Численность населения — 1,2 тыс. жителей (посёлок), 7 тыс. жителей (муниципалитет)а на 2001 год. Занимает площадь 156,45 км².
Праздник посёлка — 8 сентября.

## Расположение
Посёлок расположен в 15 км к юго-востоку от административного центра округа города Вила-Реал.
Муниципалитет граничит с:
- на севере — муниципалитет Вила-Пока-де-Агиар;
- на востоке — муниципалитет Алижо;
- на юго-востоке — муниципалитет Сан-Жуан-да-Пешкейра;
- на юге — муниципалитет Табуасу, Армамар;
- на западе — муниципалитет Пезу-да-Регуа, Вила-Реал.

## Транспорт
Поселок основан в 1836 году.

## Население
| Численность населения муниципалитета по годам | Численность населения муниципалитета по годам | Численность населения муниципалитета по годам | Численность населения муниципалитета по годам | Численность населения муниципалитета по годам | Численность населения муниципалитета по годам | Численность населения муниципалитета по годам | Численность населения муниципалитета по годам |
| --------------------------------------------- | --------------------------------------------- | --------------------------------------------- | --------------------------------------------- | --------------------------------------------- | --------------------------------------------- | --------------------------------------------- | --------------------------------------------- |
| 1849                                          | 1900                                          | 1930                                          | 1960                                          | 1981                                          | 1991                                          | 2001                                          | 2004                                          |
| 5412                                          | 14 038                                        | 12 576                                        | 12 903                                        | 9050                                          | 7478                                          | 7032                                          | 6835                                          |

## Состав муниципалитета
В муниципалитет входят следующие районы:
1. Селейрош
2. Коваш-ду-Дору
3. Говиньяш
4. Говайнш-ду-Дору
5. Парада-де-Пиньян
6. Парадела-де-Гиайнш
7. Пасуш
8. Провезенде
9. Саброза
10. Соту-Майор
11. Сан-Криштован-ду-Дору
12. Сан-Лоренсу-де-Рибапиньян
13. Сан-Мартинью-де-Анта
14. Торре-ду-Пиньян
15. Виларинью-де-Сан-Роман

## Уроженцы Саброзы
Фернан Магеллан родился в Саброзе в 1480 году.